# Boris Sirpo

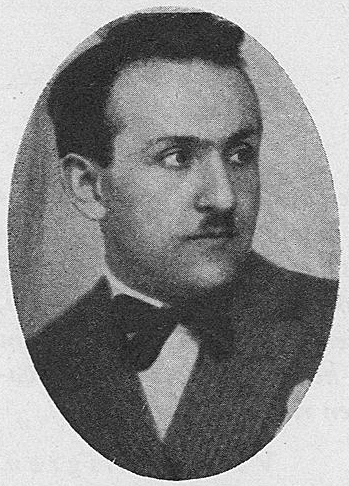
Boris Sirpo.

Boris Sirpo (tidigare Sirob, ursprungligen Wolfson), född 3 april 1893 i Vladikavkaz, död 25 januari 1967 i Oregon, var en rysk-finländsk orkesterledare och musikpedagog. 
Sirpo studerade i Moskva, Sankt Petersburg, Tyskland och Österrike samt var 1912–1914 violinist i Filharmoniska sällskapets i Helsingfors orkester, sedermera Helsingfors stadsorkester. Han grundade 1918 Viborgs musikinstitut och var fram till 1939 dess föreståndare. Under hans ledning blev institutets elevorkester känd bland annat genom en turné till Nederländerna, Belgien och Paris 1932. Han ledde även Viborgs musikvänners orkester 1922–1924 och 1929–1939. Han reste 1939 tillsammans med sin elev, underbarnet Heimo Haitto till USA, och blev 1940 professor i Portland, där han bland annat grundade och ledde en damensemble, The Portland Little Chamber Orchestra, som turnerade i Europa (även i Finland) 1955 och 1957. Under vårterminen 1946 var han direktor för musikinstitutet i Lahtis (f.d. Viborgs musikinstitut), men återvände därefter till USA.